# 阳平关东站
阳平关东站是位于陕西省汉中市宁强县阳平关镇的一个铁路车站，邮政编码724408。车站建于1977年，有阳安铁路经过该站，现仅办理货运，不办理客运业务，仅停8362/1次(汉中至阳平关)职工通勤车，车站及其上下行区间均为电气化区段。车站距离阳平关站3公里，隶属西安铁路局，是四等站。